# Бартолин, Каспар (старший)
Каспар Бартолин (дат. Caspar Bartholin; 12 февраля 1585, Мальмё — 13 июля 1629, Сорё, Датско-норвежская уния) — датский учёный, энциклопедист, педагог, медик, анатом, профессор медицины и богословия.

## Биография
Представитель семейства выдающихся датских учёных, многие из которых работали в области медицины. Его сыновья: врач, математик и богослов Томас Бартолин (1616—1680) и математик и врач Расмус Бартолин (1625—1698); внук — анатом и политик Каспар Бартолин (младший) (1655—1738). Среди его родственников было 12 профессоров Университета Копенгагена.
С детских лет проявлял необыкновенные способности, в трёхлетнем возрасте научился читать, в 13 лет опубликовал речь на греческом и латинском языках.
В 1603 году поступил в Копенгагенский университет, позже продолжил обучение в университетах Ростока и Виттенберга, где изучал сначала богословие и филологию, а потом медицину.
Затем совершил ряд путешествий по Германии, Голландии, Англии, Франции и Италии, и был принят с подчеркнутым уважением в разных университетах, которые он посетил.
Некоторое время занимался медицинской практикой в Виттенберге. В 1611 году был приглашён в Копенгаген для занятия кафедры красноречия. В 1613-м, кроме того, стал профессором медицины. Преподавал медицину в течение 11 лет. Тяжело заболев, приготовился к смерти и дал обет, что в случае чудесного выздоровления посвятит всего себя службе Богу и теологии.
После наступления выздоровления Каспар Бартолин стал в 1624 году профессором богословия Копенгагенского университета и каноником города Роскилле.

## Научная деятельность
Первым среди медиков описал работу обонятельного нерва.
Его сочинение «Anatomicae Institutiones Corporis Humani», написанное в 1611 и переведенное на немецкий, французский, английский и индусский[уточнить] языки, долгое время служило во многих университетах руководством при изучении анатомии.